# Fall Grün
Fall Grün var en tysk plan om ett krig mot Tjeckoslovakien vars första skiss lades fram 1937. Allteftersom den militära situationen förändrades lades nya versioner av planen fram. Den slutgiltiga versionen var schemalagd att inledas den 28 september 1938, men genomfördes inte då Frankrike och Storbritannien var motvilliga att gå i krig för Tjeckoslovakiens skull och uttryckte en politisk vilja att undvika det till varje pris. Saken löstes i och med Münchenöverenskommelsen 30 september 1938 då Tjeckoslovakien avträdde det tyskspråkiga Sudetenlandet till Tyskland mot löfte om fred.
Förlusten av Sudetenlandet innebar att Tjeckoslovakien blev av med alla sina gränsfortifikationer och befann sig därmed i en försvarslös position. Den 15 mars 1939 invaderade och annekterade Tyskland Tjeckoslovakien med minimalt motstånd, trots löftet om fred.